# Miomantis rouxi
Miomantis rouxi es una especie de mantis de la familia Mantidae.

## Distribución geográfica
Se encuentra en Costa de Marfil.